# Acanthocreagris leucadia leucadia
Acanthocreagris leucadia leucadia es una subespecie de arácnido del orden Pseudoscorpionida de la familia Neobisiidae.

## Distribución geográfica
Se encuentra en Grecia.